# 沖縄県道177号諸見勢理客線
沖縄県道177号諸見勢理客線（おきなわけんどう177ごう もろじっちゃくせん）は沖縄県島尻郡伊是名村諸見と勢理客とを結ぶ一般県道。

## 概要

### 区間
- 起点：島尻郡伊是名村字諸見
- 終点：島尻郡伊是名村字勢理客
- 総延長：3.47km（実延長も同じ）[1]

### 通過自治体
- 島尻郡伊是名村（伊是名島）

### 主要施設
- 伊是名郵便局（伊是名村仲田）

## 歴史
- 1956年（昭和31年）に琉球政府道として指定。1972年（昭和47年）の本土復帰と同時に県道となった（路線番号は復帰後につけられた）。